# پوزین
پوزین (به آلمانی: Päwesin) یک شهر در آلمان است که در Beetzsee واقع شده‌است. پوزین ۵۶۹ نفر جمعیت دارد.